# Padasjoki
Padasjoki é um  município do centro-sul da Finlândia, na região do Päijät-Häme.

## História
Os rastros mais velhos de habitação datam da idade da pedra. Também foram descobertas provas de uma exploração precoce do limonite
A paróquia foi fundada pelo século XV. Ela saberá de numerosas separações nos séculos seguintes. No fim do século XVI, a batalha mais sangrenta da guerra dos clubes (uma insurreição importante de camponeses) se desenrola ali. Em 1918, o distrito municipal é o teatro de brigas na colocação da Guerra civil finlandesa.
Os últimos anos viram uma queda muito violenta da população, em redução de 40% desde 1957. As possibilidades de emprego são raras e a taxa de desemprego não desce debaixo do degrau da porta dos 15%. Nesta colocação, o cada chegada de 6-7 000 habitantes adicionais, enquanto hospedando em 2 600 casas de férias, é um bolo folhado de oxigênio para a economia local.

## Geografia
A comuna está localizada ao sul do lago Päijänne, desembocando completamente na praia ocidental.
Encontra-se em Padasjoki a maior ilha de Päijäne (Virmaila, 10 km de comprimento e 4 km de largura). A maioria das pequenas ilhas satélites são protegidas na colocação do parque nacional de Päijänne.
A paisagem é acidentada, esculpida pelas glaciações, os eskers se cruzam montando-se sem coerência aparente.
O distrito municipal é muito selvagem. O distrito municipal inclui duas aglomerações principais: O município de Padasjoki propriamente dito, perto do n°24 nacional, concentra um pouco mais a metade da população, o resto que se distribui entre 16 outras aldeias de qual pelo menos 4 passam o degrau da porta dos 100 habitantes.
Os centros de aldeia são situados à 50 km de Lahti, 90 km de Tampere e 150 km de Helsinki.

## Ligações Externas
- (em finlandês) Distrito Municipal de Padasjoki